# Fredrik Stillman
Fredrik Jan-Ove Stillman (* 22. srpna 1966, Jönköping) je bývalý švédský lední hokejista, obránce. Se švédskou reprezentací získal zlatou medaili na dvou mistrovství světa, v letech 1991 a 1992, a na olympijských hrách v Lillehammeru roku 1994. Má též stříbro ze šampionátu v roce 1993 a 1995. Z MS 1994 má bronz. Zúčastnil se též olympijských her v Albertvillle 1992 (5. místo). Téměř celou kariéru strávil v klubu HV71, výjimkou byla jen dvě krátká angažmá v německé nejvyšší soutěži, v dresu BSC Preussen (1995-1996, 1999-2000). S HV71 se stal mistrem Švédska v roce 1995. Odehrál ve švédské nejvyšší soutěži 565 utkání, v nichž zaznamenal 287 kanadských bodů (klubový rekord HV71), dal 90 branek a na 197 gólů nahrál (klubový rekord HV71). Po skončení hráčské kariéry se stal v HV71 trenérem (mistrovský titul 2004) a posléze generálním manažerem (titul 2008). Poté trénoval několik ruských klubů (Admiral Vladivostok, Torpedo Nižnij Novgorod, Metallurg Magnitogorsk) či švýcarský ZSC Lions. V roce 2021 se vrátil do HV71, v lednu 2023 byl propuštěn a v létě přešel do AIK Stockholm, na funkci asistenta trenéra.